# Eurytoma silvipuer
Eurytoma silvipuer är en stekelart som beskrevs av Girault 1927. Eurytoma silvipuer ingår i släktet Eurytoma och familjen kragglanssteklar. Inga underarter finns listade i Catalogue of Life.